# قائمة الخلافات التي تورطت فيها وكالة المخابرات المركزية
ما يلي هو قائمة الخلافات التي تورطت فيها وكالة المخابرات المركزية (CIA). طوال تاريخها، كان CIA موضع عدد من الخلافات، سواء في الداخل أو في الخارج.
تراث الرماد: تاريخ وكالة المخابرات المركزية بقلم تيم وينر يتهم وكالة المخابرات المركزية بأعمال سرية وانتهاكات لحقوق الإنسان.انتقد جيفري تي ريشيلسون من أرشيف الأمن القومي مزاعمه. انتقد خبير المخابرات ديفيد وايز واينر لتصويره ألين دالاس على أنه "رجل عجوز مراوغ" وليس "جاسوسًا محترفًا ماهرًا" يعرفه،ورفضه "الاعتراف بأن قادة الوكالة ربما تصرفوا بدوافع وطنية أو أن وكالة المخابرات المركزية فعلت أي شيء على الإطلاق.صحيح "،لكنه خلص إلى أن:" إرث الرماد نجح كصحافة وتاريخ،ويجب أن يقرأ لأي شخص مهتم بوكالة المخابرات المركزية أو المخابرات الأمريكية منذ الحرب العالمية الثانية."ردت وكالة المخابرات المركزية نفسها على الادعاءات الواردة في كتاب وينر،ووصفته بأنه "مقال افتتاحي من 600صفحة يتنكر في صورة تاريخ جاد".

## التنصت على المكالمات الهاتفية المحلية
في عام 1969،في ذروة الحركة المناهضة للحرب في الولايات المتحدة،تلقى مدير وكالة المخابرات المركزية هيلمز رسالة من هنري كيسنجر يأمره بالتجسس على قادة الجماعات التي تطلب وقف حرب فيتنام." منذ عام 1962،أمر ثلاثة رؤساء متعاقبين مدير المخابرات المركزية بالتجسس على الأمريكيين".

## تسليم غير عادي
التسليم الاستثنائي هوالقبض على شخص ونقله خارج نطاق القضاء من بلد إلى آخر.
يستخدم بعض النقاد مصطلح "التعذيب بالوكالة" لوصف المواقف التي قامت فيها وكالة المخابرات المركزيةووكالات أمريكية أخرى بنقل الإرهابيين المشتبه بهم إلى دول معروفة بممارسة التعذيب،سواء كانت قصدت تمكين التعذيب أم لا.على الرغم من ذلك،فقد تم الادعاء بأن التعذيب قد تم بمعرفة أو موافقة الوكالات الأمريكية (نقل أي شخص إلى أي مكان بغرض التعذيب هو انتهاك لقانون الولايات المتحدة)،على الرغم من كوندوليزا رايس (وزيرة الولايات المتحدة آنذاك) الدولة ) ذكر أن:
بينما حاولت إدارة أوباما أن تنأى بنفسها عن بعض أقسى أساليب مكافحة الإرهاب،قالت أيضًا إن بعض أشكال الترحيل السري ستستمر على الأقل. واصلت الإدارة السماح بالترحيل السري فقط إلى دولة لها ولاية قضائية على ذلك الشخص (لمقاضاة ذلك الشخص)عندما يكون هناك تأكيد دبلوماسي "بأنه لن يتم معاملتهم بطريقة غير إنسانية".
دفع البرنامج الأمريكي أيضًا إلى إجراء العديد من التحقيقات الرسمية في أوروبا بشأن عمليات الاعتقال السرية المزعومة وعمليات النقل غير القانونية بين الدول التي تشمل الدول الأعضاء في مجلس أوروبا.قدر تقرير صادر عن مجلس أوروبا في يونيو /حزيران 2006 أن 100 شخص قد اختطفتهم وكالة المخابرات المركزية على أراضي الاتحاد الأوروبي (بالتعاون مع أعضاء مجلس أوروبا)،وتم تسليمهم إلى دول أخرى،غالبًا بعد عبورهم مراكز احتجاز سرية ("المواقع السوداء").تستخدمه وكالة المخابرات المركزية،ويقع بعضها في أوروبا.وطبقاً لتقرير منفصل للبرلمان الأوروبي في فبراير / شباط 2007،أجرت وكالة المخابرات المركزية 1245 رحلة جوية،العديد منها إلى وجهات يمكن أن يتعرض فيها المشتبه بهم للتعذيب،في انتهاك للمادة 3 من اتفاقية الأمم المتحدة لمناهضة التعذيب.
في أعقاب هجمات 11 سبتمبر،تم اتهام الولايات المتحدة،ولا سيما وكالة المخابرات المركزية،بتسليم مئات الأشخاص المشتبه بهم من قبل الحكومة بأنهم إرهابيون - أو بمساعدة وتحريض منظمات إرهابية - إلى دول طرف ثالث مثل مصر والأردن والمغرب.،وأوزبكستان.ويظل هؤلاء " المحتجزون الأشباح " خارج نطاق الرقابة القضائية،وغالبًا ما يتم ذلك دون دخول الأراضي الأمريكية،وقد يتم أو لا يتم نقلهم في نهاية المطاف إلى حجز الولايات المتحدة.
في 4 أكتوبر 2001،تم إجراء ترتيب سري في بروكسل من قبل جميع أعضاء الناتو.وشرح اللورد جورج روبرتسون،وزير الدفاع البريطاني ثم الأمين العام لحلف الناتو لاحقًا،أن أعضاء الناتو يوافقون على توفير "تصاريح تحليق شاملة للولايات المتحدة وطائرات الحلفاء الآخرين للرحلات العسكرية المتعلقة بالعمليات ضد الإرهاب".

## أعطال أمنية

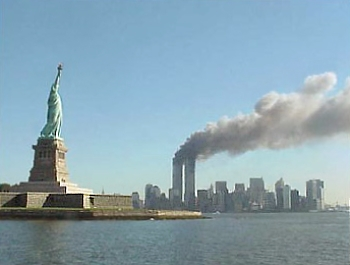
يؤكد النقاد أن تمويل المجاهدين الأفغان (عملية الإعصار) لعب دورًا في التسبب في هجمات 11 سبتمبر.

في 30 ديسمبر 2009،وقع هجوم انتحاري في هجوم قاعدة العمليات المتقدمة تشابمان في ولاية خوست،أفغانستان.وقتل سبعة من ضباط وكالة المخابرات المركزية،بمن فيهم رئيس القاعدة،وأصيب ستة آخرون بجروح خطيرة في الهجوم.

## فشل التجسس المضاد
ربما كان أكثر الحوادث المربكة التي تنطوي على مكافحة التجسس هو بحث جيمس جيسوس أنجلتون عن الخلد، بناءً على تصريحات المنشق السوفيتي،أناتولي غوليتسين.طعن المنشق الثاني،يوري نوسينكو،في ادعاءات جوليتسين،حيث دعا الاثنان أحدهما الآخر إلى عملاء سوفيات مزدوجين. وقع العديد من ضباط وكالة المخابرات المركزية تحت اشتباه في إنهاء حياتهم المهنية ؛ قد لا يتم الإفصاح عن تفاصيل الحقائق والأكاذيب النسبية من Nosenko و Golitsyn،أو،في الواقع،قد لا تكون مفهومة بالكامل.كما عبرت الاتهامات المحيط الأطلسي إلى أجهزة المخابرات البريطانية،التي تضررت أيضًا من قبل الجواسيس.
إدوارد لي هوارد،وديفيد هنري بارنيت،كلا ضابطي العمليات الميدانية باعوا الأسرار لروسيا.قام وليام كامبيلز،وهو عامل منخفض المستوى في مركز العمليات التابع لوكالة المخابرات المركزية على مدار 24 ساعة،ببيع السوفييت دليلًا تشغيليًا مفصلاً لقمر الاستطلاع كيه إتش-11 كينين

## مخاوف حقوق الإنسان

المشاركين في عملية كوندور.الأخضر: الأعضاء النشطون.أزرق: متعاون (الولايات المتحدة).

تم استدعاء وكالة المخابرات المركزية،في بعض الأحيان،لاستخدام التعذيب والتمويل والتدريب للجماعات والمنظمات التي ستشارك لاحقًا في قتل المدنيين وغيرهم من غير المقاتلين وستحاول أو تنجح في الإطاحة بالحكومات المنتخبة ديمقراطياً والتجارب البشرية واغتيالات واغتيالات مستهدفة.كما تم اتهام وكالة المخابرات المركزية بعدم وجود ضوابط مالية وضوابط المبلغين عن المخالفات مما أدى إلى التبذير والاحتيال.
خلال عام بوش الذي تولى فيه مسؤولية وكالة المخابرات المركزية،دعمت أجهزة الأمن القومي الأمريكية بشكل فعال عمليات كوندور والديكتاتوريات العسكرية اليمينية في أمريكا اللاتينية.وفقًا لجون دينجز،مؤلف كتاب سنوات كوندور،كشفت الوثائق الصادرة في عام2015 عن تقرير لوكالة المخابرات المركزية الأمريكية بتاريخ 28أبريل1978 أظهر أن الوكالة كانت تعلم في ذلك الوقت أن الدكتاتور التشيلي أوغستو بينوشيه المدعوم من الولايات المتحدة أمر باغتيال أورلاندو ليتيلير،معارض سياسي بارز يعيش في المنفى في الولايات المتحدة.
قام معهد الطب كمهنة ومنظمة مؤسسات المجتمع المفتوح غير الهادفة للربح بمراجعة السجلات العامة المتعلقة بالمهن الطبية بدعوى التواطؤ في إساءة معاملة السجناء المشتبه في ارتكابهم أعمال إرهابية والذين احتُجزوا في حجز الولايات المتحدة خلال السنوات التي تلت أحداث 11سبتمبر". ووجدت التقارير أن المهنيين الصحيين "ساعدوا في الاستجوابات القاسية والمهينة ؛ وساعدوا في ابتكار وتنفيذ ممارسات مصممة لتعظيم الارتباك والقلق لجعل المحتجزين أكثر مرونة للاستجواب؛ وشاركوا في تطبيق الأساليب المؤلمة بشكل مؤلم لإطعام ذوي الكفاءة العقلية بالإكراه المحتجزون الذين اضربوا عن الطعام "ليست كلها مفاجأة.تم استخدام المهنيين الطبيين في بعض الأحيان في المواقع السوداء لمراقبة صحة المحتجزين.ما إذا كان الأطباء مضطرين أم لا هو سؤال مفتوح.
تشمل قضايا حقوق الإنسان الأخرى المثيرة للجدل قضية إدوارد سنودن.ومع ذلك،فإن أهمية حقوق الإنسان لا تندرج في هذه القضية فيما يتعلق بما إذا كان سنودن قد تلقى محاكمته العادلة أم لا.وبدلاً من ذلك،فإن حقوق الإنسان المرتبطة بتسريبات سنودن تتعلق بأنواع الوثيقة التي أصدرها سنودن.أصدر سنودن قدرًا كبيرًا من المعلومات حول برنامج مراقبة الحكومة الأمريكية لمواطنيهاإلى الواشنطن بوست بالإضافة إلى مراسلي الأخبار الأجانب.
على وجه الخصوص،"في الفترة ما بين 5حزيران(يونيو)2013 أو 9حزيران(يونيو)2013 أو نحو ذلك التاريخ،تم نشر معلومات سرية على الإنترنت وطباعتها عدة صحف،بما في ذلك واشنطن بوست و الغارديان.تضمنت المقالات والمنشورات على الإنترنت من قبل الواشنطن بوست والجارديان وثائق سرية تم تمييزها بـسري للغاية.كشفت الواشنطن بوست والجارديان في وقت لاحق أن إدوارد سنودن كان المصدر الرئيسي للمعلومات السرية في 9 يونيو 2013 أو حوالي ذلك،في مقابلة مسجلة بالفيديو مع الحارس،اعترف بأنه الشخص الذي قدم هذه الوثائق بشكل غير قانوني إلى المراسلين.تشير الأدلة إلى أن إدوارد سنودن كان له حق الوصول إلى الوثائق السرية المعنية ؛ الوصول إلى تلك الوثائق ؛ وبعد ذلك،قدم هذه المستندات لوسائل الإعلام دون إذن وفي انتهاك لقانون الولايات المتحدة ".

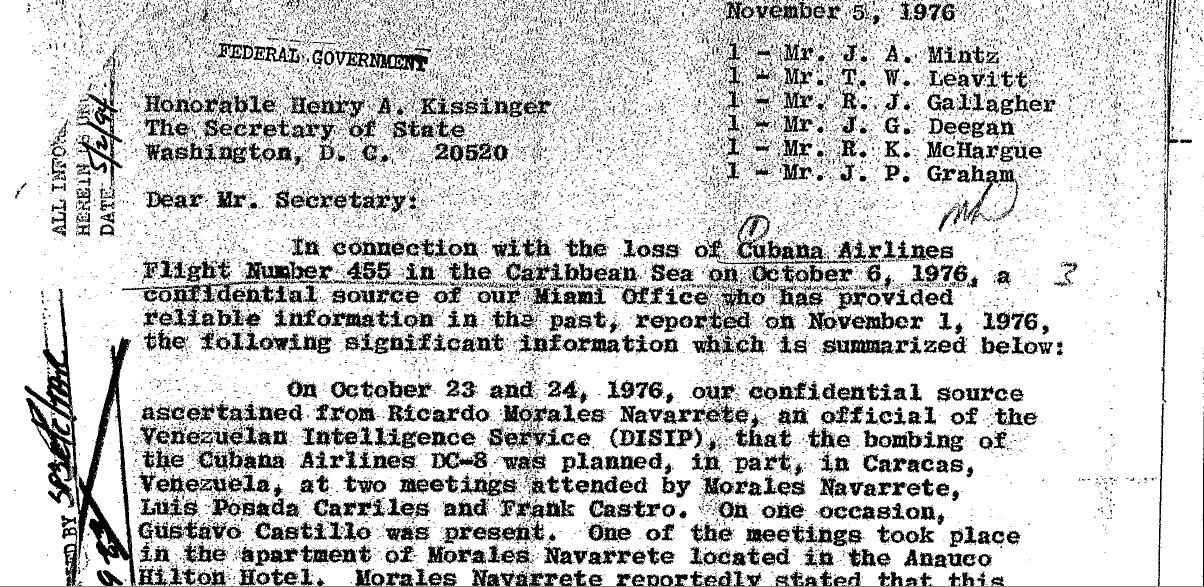
تقرير مكتب التحقيقات الفدرالي الذي رفعت عنه السرية ونصه: "أكد مصدرنا السري (...) أن قصف طائرة الخطوط الجوية الكوبية DC-8 كان مخططًا جزئيًا في كاراكاس،فنزويلا،في اجتماعين حضرهما موراليس نافاريتي ولويس بوسادا كاريلس وفرانك كاسترو ".

علاوة على ذلك،تضمنت التسريبات وثائق على عدة مستويات لأنشطة المراقبة الإلكترونية لوكالة الأمن القومي (NSA)."لقد ولدت تسريبات سنودن نقاشًا عامًا واسعًا حول قضايا الأمن والخصوصية والشرعية المتأصلة في مراقبة وكالة الأمن القومي للاتصالات من قبل المواطنين الأمريكيين.تشمل السجلات: جهود البيت الأبيض ومدير الاستخبارات القومية لشرح وتبرير والدفاع عن البرامج.المراسلات بين النقاد الخارجيين ومسؤولي السلطة التنفيذية؛ صحائف الوقائع والأوراق البيضاء التي وزعتها الحكومة (وسحبت في بعض الأحيان) ؛ القوانين الرئيسية وقرارات المحاكم (المحكمة العليا ومحكمة مراقبة الاستخبارات الأجنبية) ؛ وثائق حول برنامج الوعي المعلوماتي الكلي (لاحقًا حول الوعي بالإرهاب عن المعلومات،أو نوبة نقص تروية عابرة)،وهو اقتراح سابق لكتيبات جمع البيانات الضخمة حول كيفية استغلال الإنترنت لأغراض الاستخبارات." 

## التحقيقات الخارجية وإصدار الوثائق
تم إجراء العديد من التحقيقات بقيادة لجنة الكنيسة ولجنة روكفلر ولجنة بايك حول وكالة المخابرات المركزية،وتم رفع السرية عن العديد من الوثائق.

## التأثير على الرأي العام وتطبيق القانون
تجد وكالة المخابرات المركزية نفسها في بعض الأحيان في صراع مع أجزاء أخرى من الحكومة عندما يكون هناك خلاف حول شرعية برامج سرية معينة.هناك دائمًا خطر أن يقوم جزء من الحكومة بجعل العمليات السرية لجزء آخر من الحكومة علنية.

## تجنيد وكالة المخابرات المركزية للنازيين

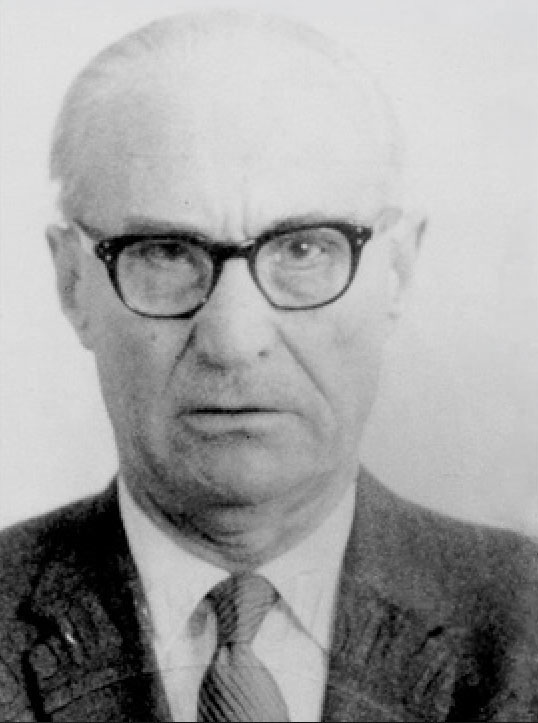
ألكساندراس ليليكيس،قائد وحدة نازية أشرف على مقتل 60 ألف يهودي في ليتوانيا،عمل لاحقًا في وكالة المخابرات المركزية.

في عام 2014،ذكرت صحيفة نيويورك تايمز أنه "في العقود التي أعقبت الحرب العالمية الثانية،وظفت وكالة المخابرات المركزية وغيرها من الوكالات الأمريكية ما لا يقل عن ألف نازي كجواسيس ومخبرين في الحرب الباردة،وفي التسعينيات،أخفت علاقات الحكومة مع وتظهر السجلات والمقابلات التي تم الكشف عنها حديثًا أن البعض ما زالوا يعيشون في أمريكا ".
ووفقًا لتيموثي نفتالي،فإن "الاهتمام المركزي لوكالة المخابرات المركزية [في تجنيد المتعاونين النازيين السابقين] لم يكن مدى ذنب المجرم بقدر ما كان احتمال بقاء الماضي الإجرامي للعميل سراً". :365

## تهريب المخدرات
مكتبان تابعان لمديرية التحليل التابعة لوكالة المخابرات المركزية الأمريكية لديهما مسؤوليات تحليلية في هذا المجال.يطبق مكتب القضايا العابرة للحدود خبرة وظيفية فريدة لتقييم التهديدات الحالية والناشئة للأمن القومي للولايات المتحدة ويزود كبار صانعي السياسة والمخططين العسكريين وإنفاذ القانون في الولايات المتحدة بالتحليل والتحذير ودعم الأزمات.
مركز الجريمة والمخدرات التابع لوكالة المخابرات المركزية  يبحث في المعلومات حول الاتجار الدولي بالمخدرات والجريمة المنظمة لواضعي السياسات ومجتمع إنفاذ القانون.نظرًا لأن وكالة المخابرات المركزية ليس لديها سلطة شرطة محلية،فإنها ترسل معلوماتها التحليلية إلى مكتب التحقيقات الفيدرالي (FBI)،وإدارة الهجرة والجمارك (ICE) وغيرها من منظمات إنفاذ القانون،مثل إدارة مكافحة المخدرات (DEA) ومكتب الخارجية مراقبة أصول وزارة الخزانة الأمريكية (OFAC).
جزء آخر من وكالة المخابرات المركزية،مديرية العمليات،يجمع الذكاء البشري (HUMINT) في هذه المجالات.
أشارت الأبحاث التي أجراها الدكتور ألفريد دبليو ماكوي وجاري ويب وآخرين إلى تورط وكالة المخابرات المركزية في تهريب المخدرات في جميع أنحاء العالم،على الرغم من أن وكالة المخابرات المركزية تنفي رسميًا مثل هذه المزاعم.

## زعم الكذب على الكونجرس
صرحت رئيسة مجلس النواب الأمريكي نانسي بيلوسي أن وكالة المخابرات المركزية ضللت الكونغرس مرارًا وتكرارًا منذ عام2001 بشأن الإغراق بالغرق وأنواع التعذيب الأخرى،على الرغم من أن بيلوسي اعترفت بإخبارها عن البرامج.زعم ستة من أعضاء الكونجرس أن مدير وكالة المخابرات المركزية ليون بانيتا اعترف بأنه على مدى عدة سنوات منذ عام2001 خدعت وكالة المخابرات المركزية الكونجرس،بما في ذلك الكذب الإيجابي على الكونجرس.يعتقد بعض أعضاء الكونجرس أن هذه الأكاذيب للكونجرس شبيهة بأكاذيب وكالة المخابرات المركزية الأمريكية للكونغرس من فترات سابقة.
في أوائل التسعينيات،طلب ريتشارد بارلو من مديريه تصحيح السجل عندما تم الإدلاء ببيانات كاذبة بشكل صارخ أمام الكونجرس.لم يتم الكشف عن الكذب الرسمي إلا بعد أن رفع بارلو دعوى قضائية ضد وزارة الدفاع الأمريكية بتهمة الإنهاء غير المشروع.

## تحرير ويكيبيديا
في عام2007،كشفت قاعدة البيانات ويكي سكانر البائدة الآن أن أجهزة الكمبيوتر من وكالة المخابرات المركزية قد استخدمت لتحرير المقالات على ويكيبيديا الإنجليزية،بما في ذلك مقالة حرب العراق في عام 2003،والمقال عن المدير التنفيذي السابق لوكالة المخابرات المركزية وليام كولبي.وقالت متحدثة باسم ويكيبيديا ردا على ذلك أن التغييرات قد تنتهك المبادئ التوجيهية لتضارب المصالح في الموسوعة.وقال المتحدث باسم وكالة المخابرات المركزية،جورج ليتل،إنه لا يمكنه تأكيد ما إذا كانت أجهزة الكمبيوتر الخاصة بوكالة المخابرات المركزية قد استخدمت لإجراء التغييرات،مدعيا أن "الوكالة تتوقع دائما أن يتم استخدام أنظمة الكمبيوتر الخاصة بها بشكل مسؤول." 

## برامج سرية مخفية عن الكونجرس
في 10 يوليو 2009،أعلنت رئيسة اللجنة الفرعية للاستخبارات التابعة لمجلس النواب جان شاكوفسكي (ديمقراطية،إلينوي) عن إنهاء برنامج سري لوكالة المخابرات المركزية الأمريكية وصف بأنه "خطير للغاية" بطبيعته والذي ظل سرا عن الكونجرس لمدة ثماني سنوات.
لم يكن الأمر كما لو كان هذا سهوًا ودُفن على مر السنين. كان هناك قرار في ظل العديد من مديري وكالة المخابرات المركزية والإدارة بعدم إخبار الكونجرس.
جان شاكوسكي ، رئيسة اللجنة الفرعية للاستخبارات بمجلس النواب الأمريكي
أمر مدير وكالة المخابرات المركزية بانيتا بإجراء تحقيق داخلي لتحديد سبب عدم إبلاغ الكونجرس بالبرنامج السري.أعلن رئيس لجنة المخابرات بمجلس النواب،سيلفيستر رييس،أنه يفكر في إجراء تحقيق في انتهاكات وكالة المخابرات المركزية المزعومة لقانون الأمن القومي،الأمر الذي يتطلب،مع استثناء محدود،إبلاغ الكونجرس بالأنشطة السرية.أشارت رئيسة اللجنة الفرعية للتحقيقات والرقابة شاكوسكي إلى أنها ستحيل طلبًا للتحقيق في الكونغرس إلى رئيس لجنة اختيار مجلس النواب الدائمة للاستخبارات سيلفستر رييس.
"أخبرنا المدير بانيتا قبل أسبوعين - أعتقد أنه كان يوم 24 يونيو - ... وكما ورد ، أخبرنا أنه تم إخباره بأن نائب الرئيس قد أمر بعدم إطلاع البرنامج على المؤتمر."
ديان فينشتاين ، رئيسة لجنة المخابرات التابعة لمجلس الشيوخ الأمريكي
كما هو منصوص عليه في العنوان 50من الفصل 15من قانون الولايات المتحدة،الفصل الفرعي الثالث،عندما يصبح من الضروري تقييد الوصول إلى نتائج العمليات السرية التي يمكن أن تؤثر على المصالح الحيوية للولايات المتحدة،في أقرب وقت ممكن يجب على الرئيس تقديم تقرير على الأقل إلى العصابة ثمانية(قادة كل من الحزبين من مجلسي الشيوخ والنواب،ورؤساء وكبار أعضاء لجنة مجلس الشيوخ ولجنة مجلس النواب للاستخبارات).من المتوقع أن يدعم مجلس النواب مشروع قانون تفويض الاستخبارات لعام2010 بما في ذلك بند يتطلب من الرئيس إبلاغ أكثر من 40عضوًا في الكونجرس حول العمليات السرية.هددت إدارة أوباما باستخدام حق النقض ضد النسخة النهائية لمشروع قانون يتضمن مثل هذا البند.في 16يوليو2008،تمت الموافقة على مشروع قانون تفويض الاستخبارات المالية لعام2009 من قبل أغلبية مجلس النواب الذي يحتوي على شروط بأن 75٪من الأموال المطلوبة للإجراءات السرية سيتم الاحتفاظ بها حتى يتم إطلاع جميع أعضاء لجنة المخابرات بمجلس النواب على الإجراءات السرية الحساسة.في ظل إدارة جورج دبليو بوش،أصدر كبار مستشاري الرئيس بيانًا أشاروا فيه إلى أنه إذا وصل مشروع قانون يحتوي على هذا البند إلى الرئيس،فإنهم سيوصون باستخدام حق النقض ضد مشروع القانون.
ترددت شائعات حول البرنامج في مقابل التسريبات التي قام بها مسؤولون حكوميون مجهولون في 23 يوليو،على أنه برنامج اغتيالات،  ولكن هذا لا يزال غير مؤكد."أذهلت اللجنة بأكملها.صرحت آنا إيشو،رئيس اللجنة الفرعية لإدارة مجتمع الاستخبارات،لجنة الاختيار الدائمة للاستخبارات التابعة لمجلس النواب الأمريكي (HPSCI)،أعتقد أن هذا أمر خطير بقدر ما هو عليه.
تشير مزاعم المدير بانيتا إلى أن تفاصيل برنامج سري لمكافحة الإرهاب قد حُجبت عن الكونجرس بأوامر من نائب الرئيس الأمريكي السابق ديك تشيني.دفع هذا السناتور ديان فينشتاين وباتريك ليهي،رئيس اللجنة القضائية في مجلس الشيوخ،إلى الإصرار على أنه لا ينبغي لأحد الخروج عن القانون. وقال المتحدث باسم الوكالة بول جيميجليانو "الوكالة لم تناقش علنا طبيعة الجهود التي ما زالت سرية".
ذكرت صحيفة وول ستريت جورنال،نقلاً عن مسؤولين استخباراتيين سابقين مطلعين على الأمر،أن البرنامج كان محاولة لتنفيذ تفويض رئاسي عام 2001 للقبض على عناصر القاعدة أو قتلهم.

## تحقيق لجنة المخابرات
في 17يوليو/تموز2009،قالت لجنة المخابرات بمجلس النواب إنها بدأت تحقيق رسمي في البرنامج السري.وأعلن النائب سيلفستر رييس أن التحقيق سينظر في "ما إذا كان هناك أي قرار أو توجيه سابق لحجب المعلومات عن اللجنة".
"هل إعطاء طفلك امتحاناً في المدرسة يمنعه من التعلم المجاني؟" قال هولت. "بالتأكيد ، هناك بعض الأشخاص الذين يسعدهم السماح لوكالات الاستخبارات بالقيام بأعمالهم دون فحص. لكنني أعتقد أن معظم الناس عندما يفكرون في الأمر سيقولون أنك ستحصل على معلومات استخباراتية أفضل إذا لم تعمل وكالات الاستخبارات بطريقة غير مدروسة . "
راش هولت ، رئيس مجلس إدارة لجنة الرقابة على المخابرات بمجلس النواب ، لجنة الاعتمادات
عضو الكونجرس جان شاكوفسكي (ديمقراطي،إلينوي)،رئيس اللجنة الفرعية للرقابة والتحقيقات،الذي دعا إلى التحقيق،صرحت أن التحقيق كان يهدف إلى معالجة إخفاقات وكالة المخابرات المركزية في إبلاغ الكونجرس بشكل كامل أو دقيق حول أربع قضايا: تورط وكالة المخابرات المركزية في إسقاط طائرة تبشيرية تم الخلط بينها وبين رحلة مخدرات في بيرو عام 2001،واثنان من " الأمور التي لا تزال سرية "،بالإضافة إلى سؤال الاغتيالات المشاع.بالإضافة إلى ذلك،من المرجح أن ينظر التحقيق في برنامج إدارة بوش للتنصت بدون أوامر قضائية وبرنامج الاعتقال والاستجواب. أدلى رئيس المخابرات الأمريكية دينيس بلير بشهادته أمام لجنة المخابرات بمجلس النواب في 3 فبراير 2010،أن مجتمع المخابرات الأمريكية مستعد لقتل المواطنين الأمريكيين إذا قاموا بتهديد الأمريكيين الآخرين أو الولايات المتحدة. قال اتحاد الحريات المدنية الأمريكي إن هذه السياسة "مقلقة بشكل خاص" لأن المواطنين الأمريكيين "يحتفظون بحقهم الدستوري في الإجراءات القانونية الواجبة حتى عندما يكونون في الخارج".كما أعرب اتحاد الحريات المدنية الأمريكي عن "قلقه الشديد بشأن نقص المعلومات العامة حول السياسة واحتمال إساءة استخدام السلطة التنفيذية غير الخاضعة للرقابة".

## استخدام برنامج التطعيم في البحث عن أسامة بن لادن
وقد اجتذبت الوكالة انتقادات واسعة النطاق بعد أن استعانت بطبيب محلي في باكستان لإنشاء برنامج تطعيم ضد التهاب الكبد بي في أبوت آباد في عام2011للحصول على عينات من الحمض النووي من ركاب مجمع يشتبه في أن بن لادن كان يعيش فيه،على أمل الحصول على عينات من بن لادن.لادن أو أولاده من أجل تأكيد وجوده.من غير المعروف ما إذا كان قد تم الحصول على أي حمض نووي مفيد من البرنامج،ولكن تم اعتباره غير ناجح.تم القبض على الطبيب في وقت لاحق وحكم عليه بالسجن لمدة طويلة بتهم لا صلة لها بالموضوع.انتقدت منظمة أطباء بلا حدود وكالة المخابرات المركزية لتهديدها وتقويض الثقة في العاملين الطبيينوذكرت صحيفة نيويورك تايمز أن تصرفات وكالة المخابرات المركزية قد زادت من مقاومة برامج التطعيم في باكستان.

## البحث غير السليم عن أجهزة الكمبيوتر التي يستخدمها محققو مجلس الشيوخ
في يوليو 2014،كان على مدير وكالة المخابرات المركزية،جون أو.برينان،أن يعتذر للمشرعين لأن خمسة من موظفي وكالة المخابرات المركزية (اثنان من المحامين وثلاثة متخصصين في الكمبيوتر) بحثوا خلسة في ملفات لجنة المخابرات بمجلس الشيوخ وراجعوا البريد الإلكتروني لبعض أعضاء اللجنة على أجهزة الكمبيوتر التي كان من المفترض أن تكون حصريًا لمحققي الكونغرس.أمر برينان بإنشاء مجلس شؤون الموظفين الداخلي،بقيادة السناتور السابق إيفان بايه،لمراجعة سلوك موظفي الوكالة وتحديد "الإجراءات التأديبية المحتملة". ومع ذلك،وفقًا لبعض التقارير،لم يعتذر برينان عن التجسس أو ارتكاب أي خطأ على الإطلاق،على الرغم من أن وكالته كانت تدخل بشكل غير صحيح إلى أجهزة الكمبيوتر التابعة للجنة الاستخبارات التابعة لمجلس الشيوخ (SSCI)،ثم على حد تعبير الصحفي الاستقصائي دان فرومكين،"تحدث كذبة".استند هذا الاتهام إلى نفي سابق لمدير وكالة المخابرات المركزية لمزاعم السناتور ديان فينشتاين بأن البحث السري لوكالة المخابرات المركزية لأجهزة كمبيوتر SSCI حدث أو كان غير مناسب أو "انتهك مبادئ فصل السلطات المنصوص عليها في دستور الولايات المتحدة،بما في ذلك الكلام و شرط المناقشة "أو قوانين أخرى.  

## استقالة المسؤولين والوكلاء الذين لا يعملون لصالح دونالد ترامب
في فبراير 2017،ظهرت تقارير تفيد بأن الخبراء الرئيسيين داخل وكالة المخابرات المركزية كانوا يستقيلون لأنهم لن يعملوا مع الرئيس الأمريكي دونالد ترامب. ذكرت ميدل إيست آي أن عميلين أمريكيين كانا يديران حلقات تجسس داخل داعش قد استقالا،لأنهما "...لم يرغبا في رؤية ضحى الأشخاص الذين عملوا لصالحهم بسبب عدم الكفاءة والتحيز ضد المسلمين من داخل ترامب.الدائرة الداخلية ".أثار نيد برايس،وهو مسؤول في وكالة المخابرات المركزية منذ عام 2006،الجدل عندما نشر مقال رأي في صحيفة واشنطن بوست،يشرح لماذا فاجأ نفسه بالاستقالة،بعد أن تصور ترامب يستغل زيارته إلى مقر وكالة المخابرات المركزية لاتخاذ مواقف سياسية حزبية.

## كشف ويكيليكس عن أدوات السيبرانية السيبرانية
في مارس 2017،نشر موقع ويكيليكس أكثر من 8000 وثيقة عن وكالة المخابرات المركزية.تضمنت المستندات السرية،التي تحمل الاسم الرمزي Vault 7،والتي يرجع تاريخها إلى 2013-2016،تفاصيل حول إمكانيات برامج وكالة المخابرات المركزية،مثل القدرة على اختراق السيارات وأجهزة التلفزيون الذكية  متصفحات الويب (بما في ذلك جوجل كروم ومايكروسوفت إيدج وفايرفوكس وأوبرا )،  وأنظمة تشغيل معظم الهواتف الذكية (بما في ذلك أبل آي أو إس وأندرويد جوجل)،بالإضافة إلى أنظمة التشغيل الأخرى مثل مايكروسوفت ويندوز وماك أو إس ولينكس.ولم يذكر موقع ويكيليكس المصدر،لكنه قال إن الملفات "تم تداولها بين متسللين سابقين تابعين للحكومة الأمريكية ومقاوليها بطريقة غير مصرح بها،وزود أحدهم موقع ويكيليكس بأجزاء من الأرشيف".
في خطاب ألقاه عام 2017 خاطب مركز الدراسات الاستراتيجية والدولية،أشار مدير وكالة المخابرات المركزية،مايك بومبيو،إلى موقع ويكيليكس على أنه "جهاز استخبارات معادٍ غير حكومي غالبًا ما يحرضه ممثلو الدولة مثل روسيا".كما قال: "إن منحهم مساحة لسحقنا بأسرار مختلسة هو تحريف لما يمثله دستورنا العظيم.ينتهي الآن." 
- 0-140-04007-2978-0394430775

## روابط خارجية
- الموقع الرسمي
- Central Intelligence Agency على موقع واي باك مشين (archive index)
- غرفة القراءة الإلكترونية قانون حرية المعلومات لوكالة المخابرات المركزية نسخة محفوظة 4 نوفمبر 2020 على موقع واي باك مشين.
- مشاهد من السرية: وكالة المخابرات المركزية في التاريخ والخيال والذاكرة نسخة محفوظة 16 مارس 2015 على موقع واي باك مشين. (2011)
- مجموعة الاستخبارات المركزية في أرشيف الإنترنت